# 君島りさ
君島 りさ（きみしま りさ、12月14日 - ）は日本の女性声優。千葉県出身。アトリエピーチ所属。主にアダルトゲームに出演している。血液型O型。

## 人物・来歴
アニメが好きで、小学校低学年の頃に声優という存在を知り、自分もなりたいと思ったのが声優を目指したきっかけであったという。小学校の卒業文集でも「声優になりたい」と書いていたが、高校生になると声優になるのは難しいのではないかと思うようになり、一度は声優になることをあきらめている。その後喫茶店でアルバイトをしていたが、東日本大震災が起こり、その後行われた計画停電の影響により電車の本数が減少し、アルバイト先に通えなくなったことでクビになってしまう。突然仕事がなくなってしまったことで、「どうせならほんとにやりたいと思うことをやりたい」と考えるようになり、桃塾へ入塾した。
桃塾を選んだのは、もともと美少女ゲームやかわいい女の子が好きで、仕事がなくなりやることがなくなったときも美少女ゲームは遊んでおり、ヒロインから「好き」と言われたことに感動して、美少女ゲーム声優になろうと思ったことから。
桃塾を修了後、アトリエピーチに所属し声優としてデビューした。桃塾での同期（4期生）には、藤邑鈴香、八ッ橋きなこ、なつめ美南海、妃咲みぁ、佐藤泰臣、内藤大樹、富井義邦、羽村しきがいる。
過去には、人形劇団プークに所属していた。

## 出演作品
太字は主役・メインキャラクター

### ゲーム

#### 2013年
- 放課後の女教師 〜見知らぬ男に襲われて〜（佐々山 深雪）[4]
- キラキラスターナイト（作品のCD-ROMに収録されているボイスドラマに出演）[5]

#### 2014年
- きみと僕との騎士の日々 -楽園のシュバリエ-（守屋 司）[6]
- イノセントガール
- 愛妹恋愛（佐伯 えみ）[7]
- 学園・オブ・ザ・デッド（真壁 あかね）[8]
- 俺は悪の戦闘員 〜女首領の手先になって正義のヒロインをヤる!（純潔戦乙女プリティビート）[9]
- 超催眠術学園（薬院 桃花）[10]
- ちぇ〜んじ! 〜あの娘になってクンクンペロペロ〜
- カノジョのお母さんは好きですか? 〜クールな人妻社長を籠絡せよ!〜（青柳 都）[11]
- あねよめカルテット（川上 みなも）[12]
- 魔女ヴェロニカ 〜終わらない魔辱煉獄〜（マリアベル・メディチーナ）[13]
- 種神さま 〜Sower&Droplet
- OH!! マイクロマン 〜小さくなって女の子の色んなトコロに入っちゃお!〜（吾妻 奏恵）[14]
- ちびドル（あさくら ちえり）

#### 2015年
- カミツレ 〜7の二乗不思議〜（笛吹川 狛江）[15]
- 炎の孕ませもっと！発育っ！身体測定2 THE ANIMATION（獅堂 真希）[16]
- 時間停止学園! キモデブのオレが時間を止めて学園の女達をヤリたい放題!（幡木 凛、貝崎 さくら、新高 愛）
- 父性ブレイクダウン 愛憎まみえた雄の淫謀から逃げ惑う娘とその親友（児嶋 愛莉）[17]
- サクリファイスボディー 〜古代迷宮に封じられた禁断の肉体改造秘術〜（ビルギッタ）[18]
- 聖騎士Melty☆Lovers
- あねよめコンチェルト（川上 みなも）[19]
- 堕ちていく聖戦使ルナティックエンジェルズ 〜私の淫らなココロ、覗かれたら……もう我慢できない……〜（神堂 ユキ[20]）
- 空色イノセント
- その古城に勇者砲あり![21]

#### 2016年
- 働くオトナの恋愛事情（菅沼 結衣奈）
- 手垢塗れの天使（アンリ）
- いたずら家庭教師〜密室の猥褻指導〜（結城 皐）[22]
- コワレモノ：璃沙 THE ANIMATION (璃沙)
- コワレモノ：璃沙 PLUS THE ANIMATION (璃沙)
- 俺に彼女ができてから妹たちの様子がおかしい!? (葉山 真由子)
- 略奪者の淫宴 (メイシア)
- ママのおっぱい ～俺の童貞ミルクが搾り取られた件～ (美樹本 綾恵)
- 炎の孕ませおっぱい★エロアプリ学園 (定山 渓子、十五島 きみか)
- 俺が校則! 中出し以外は校則違反!!! ～女子校生全員中出し完全制圧計画～ (佐木島 遥香)
- 白衣の天使はお世話好き! ～ラブラブエッチな入院生活～ (佐倉 ひとみ)

#### 2017年
- 転生したら逆レイプされまくりだった件（ソフィ、ユナ）
- ESEX シコルスキー INTERNEETセキュリティクラウド2017（伊緒里）
- 星空TeaParty えくすとら ～「恋愛」はじまりました!～（帽子屋 瑛）
- 働くオタクの恋愛事情（羽生 栞奈）
- 手垢塗れの堕天使（アンリ）
- 催眠学園2年生（六郷 美鈴）
- 愛妻ネトラレ ～いじめっこだったDQNたちとの再会で新婚生活が塗り替えられて…～（宮本 みゆき）

#### 2018年
- アイラブ 恋する乙女はキカイ仕掛け（ネクト）
- もっと!孕ませ!炎のおっぱい異世界エロ魔法学園!（兎月姫 かぐや）
- 催眠学園1年生（六郷 美鈴）
- 巨根に負ける最強のヤンキー ～強くて純情な不良メスたちがデカマラ崇拝孕ませオナホ集団に♪～（ケイ）
- 痴漢狂2 ～激ヤバアプリで強気なアノ娘のメガパイヒップを虐めて! アヘ顔アクメで堕としたい!!～（香咲 恵実）
- 催眠ぱらだいす! ～催眠術でツゴウノイイ美少女学園性活～（三越 沙羅）
- 俺に彼女が出来てから妹たちの様子がおかしい!? アフターストーリー（葉山 真由子）
- 白衣の天使はお世話好き! ～ラブラブエッチな入院生活～ アナザーストーリー（佐倉 ひとみ）
- ラブコーディネーション!（後輩女子A）
- 大和撫子なお嬢様が妊活のために超都合のいい孕ませオナホ嫁として嫁いできた!（加賀谷 美月）

#### 2020年
- 魔法戦士エメロードナイツ -絆を紡ぐ女神たち-（エメロードフィーネ、御白晴香）
- 仲良し姉妹ならキスも中出しもとーぜんだよねっ!（水無月 綾音）
- エッチなお姉さんばかりの寮の管理人になったら種付けセックスがとまらない（新島 里美）

#### 2021年
- ごほうしアクマとオシオキてんし（マティ）[23]
- 催眠奪女2 ～全てが僕の自由になる世界へようこそ～ 三門梓編（篠木 未紗）
- とっても明るい!お嬢様の満喫☆夢のどすけべ生活（相場 桃菜）
- 魔闘士マイヤ 魔域十二子宮編（ジュネ）
- 放課後⇒エデュケーション! ～先生とはじめる魅惑のレッスン～（稲叢 佳音[24]）
- 魔女狩りの失禁学園 ～緊縛された令嬢の聖水～（佐倉 みつき[25]）

#### 2022年
- 姫と婬欲のテスタメント（ミズベット）
- ヤンデレな魔女三姉妹に死ぬほど愛し尽くされる異世界性活（サラ）

#### 2023年
- キモメンでも巨根ならネトゲで出会った巨乳ギルメンたちをオフパコで孕ませオナホにできる!（美帆）
- プレイ! プレイ! プレイ! ロック!（江籠 アルノ[26]）
- 熟れムチ美少女戦士と悪の女幹部は俺の孕ませ肉オナホ!（倉持 由美）
- 戦巫〈センナギ〉―穢れた契りと神ころも―（サーリャ）

#### 2024年
- 真面目クールな巨乳人妻上司は俺の寝取り孕ませオナホ!（大原 涼香）
- 電魔絶頂☆マホウ少女スズハ ～科学と魔法と触手淫蠢～（神志那 想乃[27]）
- 三毒繚乱（烏[28]）

### OVA

#### 2017年
- 手垢塗れの天使 THE ANIMATION（アンリ）